# Алга (Алгинский сельсовет)
Алга́ (баш. Алға) — деревня в Давлекановском районе Башкортостана. Административный центр Алгинского сельсовета.

## Население
| 2002 | 2009 | 2010 |
| ---- | ---- | ---- |
| 293  | ↗303 | ↘295 |

## Улицы
В селе имеются две улицы: Молодёжная и Центральная.

## Религия
В деревне есть мечеть.